# خوزیبا دل اولمو
خوزیبا دل اولمو (انگلیسی: Joseba del Olmo؛ زادهٔ ۲۰ ژوئن ۱۹۸۱) بازیکن فوتبال اهل اسپانیا است.
از باشگاه‌هایی که در آن بازی کرده‌است می‌توان به باشگاه فوتبال هرکولس، باشگاه فوتبال پومفرادینا، باشگاه فوتبال اتلتیک بیلبائو، و باشگاه فوتبال ایبار اشاره کرد.